# Мусенко Григорій Іванович
Григорій Іванович Мусенко (нар. 14 січня 1937, село Олексіївка, тепер Більмацького району Запорізької області) — український радянський діяч, вальцювальник Донецького металургійного заводу імені Леніна Донецької області. Депутат Верховної Ради УРСР 10—11-го скликань.

## Біографія
Освіта середня.
З 1955 року — вальцювальник Сталінського металургійного заводу імені Леніна Сталінської області.
У 1957—1959 роках служив у Радянській армії.
З 1959 року — вальцювальник Сталінського (Донецького) металургійного заводу імені Леніна Сталінської (Донецької) області.
Член КПРС з 1969 року.
Потім — на пенсії в місті Донецьку.

## Нагороди
- ордени
- медалі